# Шендерович Віктор Анатолійович
Ві́ктор Анато́лійович Шендеро́вич (рос. Ви́ктор Анато́льевич Шендеро́вич; * 15 серпня 1958, Москва, Російська РФСР) — радянський і російський письменник-сатирик, теле- і радіоведучий, ліберальний публіцист, блогер, правозахисник. Колумніст журналу «The New Times».

## Походження та сім'я
Народився 15 серпня 1958 року в Москві в сім'ї інженера Анатолія Семеновича Шендеровича (1930—2017) та педагога Інеси Євсіївни Дозорцевої (1929—2011).
- Дід по батьківській лінії, Семен Маркович (Шлема Мордухович) Шендерович (1903-1984), інженер-хімік, працював на заводі ЗІЛ, двічі зазнав політичних репресій у 1929 і 1948 роках. Родом із Городища під Мозирем. За словами Віктора Анатолійовича, 1948 року Семена Марковича було засуджено на 8 років в'язниці після того, як НКДБ виявило його «троцькістський» лист 1927 року, в якому той несхвально відгукувався про Сталіна. Бабуся по батьківській лінії — Лідія Абрамівна (при народженні отримала ім'я Ейдля); жартома називала свого чоловіка «троцькістом». Пізніше оригінальний лист потрапив до тексту роману Василя Бєлова «Печви».
- Дід по материнській лінії Євсей Самуїлович Дозорцев (уродженець міста Чауси в Могилівській області )був начальником відділу ППО Наркомату вугільної промисловості. Старший лейтенант Євсей Дозорцев, командир роти 477-го стрілецького полку 161 -ї стрілецької дивізії (1-го формування) — майбутньої 4-ї гвардійської стрілецької Апостоловсько-Віденської Червонопрапорної дивізії, загинув на фронті 7 жовтня 1941 року. Похований у д. Гонтова Липка Мгінського (нині Кіровського) району Ленінградської області. Згідно з книгою «Ізюм з булки», Євсей Самуїлович вирушив на фронт після того, як його стали докоряти тому, що він обіймав високу державну посаду і не їхав на передову. Бабуся по материнській лінії —Ревекка Абрамівна.

Одружений з Людмилою Чубаровою, дочка Валентина носить прізвище матері, живе в Польщі.

## Життєпис
В 1980 році закінчив Московський державний інститут культури за спеціальністю «режисер самодіяльних театральних колективів»; в 1988 стажувався в Вищому театральному училищі ім. Щукіна за спеціальністю «педагог зі сценічного руху». Лауреат кількох літературних премій в галузі гумору. Лауреат «ТЕФІ-96» у номінації «Подія року». Лауреат премії «Золотий Остап» (1996). Автор книг і безлічі публікацій в пресі, мініатюр для Геннадія Хазанова.
У 1980—1982 роках служив у радянській армії.
З 1992 року — член Спілки письменників Росії.
Протягом семи років викладав в російському університеті театрального мистецтва сценічний рух. Як найцікавіший факт своєї театральної діяльності згадує роботу над виставою «Нумер у готелі міста NN» як постановника пластики (режисер Валерій Фокін). Ця вистава отримала професійний приз «Золота маска».
На телебаченні працює з 1992 року, сценарист документальних фільмів-портретів про Зіновія Гердта і Геннадія Хазанова, які вийшли на 1-му каналі Останкіно (ОРТ). З 1995 — сценарист програми «Ляльки» телекомпанії НТВ.
З 1997 — художній керівник і ведучий програми «Разом». Також вів «Перешкоди в ефірі» і «Безкоштовний сир».
З 2003 — художній керівник і ведучий програми «Плавлений сирок» на радіостанції «Ехо Москви». З того ж часу працює на «Радіо Свобода», веде передачу «Всі вільні».
З 2004 входить в Комітет-2008.
У 2005 балотувався в Державну Думу по Університетському округу Москви як незалежний кандидат, проте вибори програв, набравши 19 % голосів виборців. Про свій «похід у політику» написав документальну книгу «Недодумець, або як я переміг Марка Твена».
З грудня 2006 працює на телеканалі «RTVi».
З грудня 2011 по березень 2012 року вів програми «Коротше!» і «Родзинки з булки» на Мережному громадському телебаченні.

## Погляди
У 2008—2009 роках судився з депутатом Держдуми від ЛДПР Сергієм Абельцевим. Шендерович назвав Абельцева твариною йєху за організацію провокації проти правозахисників (їх закидали яйцями). Суд не знайшов у словах Шендеровича складу злочину, і справу припинили. За матеріалами цього процесу в 2009 р. вийшла книга Шендеровича «Випадок з йеху та інші історії нашого зоопарку. Мої зустрічі з правосуддям». Висловлювання про йєху в його оригінальній творчості нагадують, або наслідують ранішу розвідку на цю тему, коли незнайомий чоловік в черзі обізвав Джигурду Чубаккою.
Наприкінці січня 2022 року, разом з іншими деякими відомими вченими, письменниками, журналістами, правозахисниками Росії виступив проти можливої війни з Україною та підписав «Заяву прихильників миру проти Партії Війни у російському керівництві», опубліковану на сайті видання «Ехо Москви».

## Щодо коментаря Шендеровича про «наших хлопців» і напад на Шендеровича в Литві
Наприкінці квітня 2023 року Шендерович назвав російських солдатів «нашими хлопцями» але «вбивцями», а українців «нацистами». І таким чином він нібито на стороні українців і «російських солдат». Тому Шендерович зазначив, що, на його думку, партнерство між російськими квазі-лібералами та українцями триватиме лише «до першого повороту» — до досягнення спільних цілей (якими він назвав повалення режиму Путіна та перемогу України у війні). Після цього, на думку Шендеровича, цілі російських квазі-лібералів і українців будуть відрізнятися, тому що російські системні ліберали прагнутимуть зберегти пост-путінську Росію, а більшість українців, на його думку, прагнуть її ліквідувати. Він демагогічно заявив, що, на його думку, це приклад нацизму, коли деякі українці кажуть, що «кожен росіянин — орк», а значить українцям слід приймати запрошення «до першого повороту», викликане його егоїзмом і маніпулятивністю.
Опитування, проведене «Ехом Москви» у 2014 році шляхом голосування в інтернеті, показало, що за Гіркіна готові проголосувати 28,5% росіян, а за Путіна всього 20,5%. Водночас опитування в ефірі дало інші результати: за Стрєлкова-Гіркіна голосували б 64,2%, а за Путіна — 35,8%.
Кілька україномовних новинних сайтів (таких як espresso.tv) опублікували у своїх заголовках фрагменти цього монологу, що призвело до звинувачень у співпраці з Кремлем. Зокрема, фрагменти речень, які він висловив про «наших хлопців» та «нацизм», стали об'єктом критики.
Незабаром після цього Шендеровича зустріли протести з прапорами України перед одним з його концертів в Литві. Невідомий чоловік напав на Шендеровича, звинувативши його у пожертвуванні грошей найманій групі Вагнера. Напад склався в тому, що чоловік облив Шендеровича кетчупом.
Немає публічної інформації, яка б підтверджувала пожертвування Шендеровича Вагнеру, але раніше Шендеровича позивав до суду Євген Пригожин, і російський суд змусив його заплатити позивачеві 1,5 мільйона рублів. Причина, з якої Пригожин подав до суду на Шендеровича, — це «моральна шкода», яку Шендерович завдав Пригожину, звинувативши його та вагнерівців у «вбивцях».

## Тиск з боку російської влади
6 грудня 2014 року телефонним дзвінком слідчого був викликаний до Слідчого комітету Росії. "Мені зателефонував ввічливий молодий чоловік із Слідчого комітету і запропонував поговорити про проєкт «Книги в парках», у рамках якого письменник виступав влітку цього року.
- Проєкт «Книги в парках», покликаний відродити інтерес до читання, з 2012 року проводила в московських парках компанія «Бюро 17», яка належить Александріні Марквей, цивільній дружині виконавчого директора Фонду по боротьбі з корупцією Володимира Ашуркова, соратника опозиціонера та гострого критика режиму Олексія Навального. З липня 2014 Володимир Ашурков подався за кордон і в Росії офіційно об'явлений в розшук за звинуваченням у шахрайстві з коштами, зібраними на виборчу компанію Навального. Пізніше представники СК РФ запідозрили у нецільовому витрачанні коштів і організаторів літературного фестивалю[11].

«…Мова, як я зрозумів, йде про розкрадання організаторами грошових коштів», — написав Шендерович. Письменник відмовився з'являтися на допит по телефонному дзвінку і зажадав передбачене законом письмове запрошення до СКР: «Вечір перестає бути млосним, кохання не буде. „Я прийшов до вас як офіційна особа до офіційної особи“» — прокоментував письменник прецедент. Після цього Шендерович отримав запрошення в СКР електронною поштою. 10 грудня 2014 він поїхав до Слідчого комітету без адвоката, перед тим проконсультувавшись у відомого правозахисника і колишнього політв'язня Олександра Подрабінека. В СКР Шендерович офіційно відмовився дати показання, пославшись на 51-шу статтю Конституції РФ (право громадянина не оговорювати себе та ближніх). До офіційної формули в протоколі він додав, що його відмова пов'язана з очевидним політичним характером справи.
Крім Віктора Шендеровича, офіційну повістку до СКР 9 грудня отримав також поет і публіцист Лев Рубінштейн, який теж безкоштовно виступав влітку у парку з читаннями. Обидва літератори регулярно публікують свої критичні погляди на Гранях.ру та в інших незалежних опозиційних виданнях. Були викликані телеведучі Тетяна Лазарєва та Михайло Шац, який відкрито підтримує Україну та засуджує агресію Путіна. Слідчі також приходили до дому Бориса Акуніна, який в цей час мешкає за кордоном. У читаннях в парку також брали участь письменник Денис Драгунський, кінокритик Антон Долин, автор казок Сергій Сєдов, письменниця Людмила Улицька — але їх до СКР не викликали.
5 грудня 2015 року в Санкт-Петербурзі в барі «Абердин» на проспекті Літєйному на Віктора Шендеровича вчинено напад. Йому вдалось відбитися від нападника, який погрожував «придушити», аргументуючи це діяльністю Шендеровича як письменника і насміхаючись, що поліція не допоможе. Після кількох безуспішних викликів поліція все ж з'явилась через 1 год. 20 хв. Нападником, який на той час уже покинув бар, виявився Костянтин Євгенович Галиченко — експерт у галузі енергетики і машинобудування, генеральний менеджер ООО «Миракс Инвест» (2003—2007), менеджер в ООО «Сименс» (2011—2012) і GE Industrial Solutions (2012—2014); гендиректор ООО «Интерстрой» (від 2006).